# Pedro Larrañaga y Ruiz-Gómez
Pedro Larrañaga y Ruiz-Gómez (Avilés, 27 d'abril de 1887 - Sevilla, 23 de novembre de 1944), va ser un actor espanyol d'origen basc. Era el pare de Carlos Larrañaga.

## Biografia
Fill de Carlos Larrañaga y Onzalo (Mutriku - ?), enginyer de camins que es va traslladar a Avilés el 1880 per a la reforma de la seva ria, y de la seva esposa Margarita Ruiz-Gómez y Sanz-Crespo, net patern de Pedro José Larrañaga y Sorazabal (Zumaia, 8 de setembre de 1794 - ?) i de la seva esposa Ana Francisca Ulpiana Onzalo y Urriolabeitia (1816 - ?, filla de Manuel Marcos Onzalo y Arrieta (Bergara, 26 d'abril de 1765 - ?) i de la seva esposa Maria Manuela Micaela Urriolabeitia Larrañaga (Mutriku, 17 de maig de 1784 - ?).
El 27 d'abril de 1887 nasqué Pedro Larrañaga que es dedicà a la interpretació debutant el 1926 amb El Pilluelo de Madrid. Participà en diverses pel·lícules amb actrius com Elisa Ruiz Romero, Conchita Dorado o Carmen Toledo. El 1929 obté el seu èxit amb al film mut La aldea maldita.
Amb el cinema sonor no tingué tant d'èxit però actuaqà amb la seva esposa i mare del seu fill Carlos Larrañaga nascut a Barcelona el 1937, María Fernanda Ladrón de Guevara.

## Filmografia
- El conde Maravillas (1926)
- Rosa de Madrid (1927)
- La aldea maldita (1929)
- Odio (1933)
- No quiero, no quiero (1939)
- Rosas de Otoño (1943)